# Man Trouble – Auf den Hund gekommen
Man Trouble – Auf den Hund gekommen (Originaltitel: Man Trouble) ist eine US-amerikanische Filmkomödie aus dem Jahr 1992. Die Regie führte Bob Rafelson, das Drehbuch schrieb Carole Eastman. Die Hauptrollen spielten Jack Nicholson und Ellen Barkin.

## Handlung
Die Sängerin Joan Spruance fühlt sich von einem unbekannten Täter, der ihre Wohnung verwüstet, bedroht. Sie zieht in das Haus ihrer Schwester Andy Ellerman, die verreist. Spruance beauftragt den Sicherheitsexperten Harry Bliss, der auch Hunde abrichtet, einen Wachhund für sie auszubilden. Sie bekommt von Bliss den Schäferhund Dieter. Der Hund hält jede Frau für eine läufige Hündin und belästigt sie.
Bliss und seine japanischstämmige Ehefrau besuchen regelmäßig einen Eheberater, der helfen sollte, die Ehe zu retten. Bliss, der seine Frau als Fujiyama bezeichnet, flirtet mit seiner Kollegin.
Andy Ellerman will ein Buch über ihre Ehe mit dem zwielichtigen Geschäftsmann Redmond Layls veröffentlichen. Nach einer Fußoperation findet sie sich in einer psychiatrischen Klinik wieder, kann aber ihre Schwester um Hilfe anrufen. Laurence Moncrief, der Rechtsanwalt von Layls, erpresst Bliss, damit der das Manuskript von Andy stiehlt. Die beiden kommen sich jedoch näher.
Joan schleicht sich in die Klinik ein und nimmt die Stelle von Andy an. Andy flieht aus der Klinik während Moncrief kommt, um Andy zu einigen Änderungen im Buchmanuskript zu bewegen. Joan versteckt sich während des Gesprächs zunächst unter der Bettdecke, damit man sie nicht erkennen kann.
Nachdem sich Joan zu erkennen gibt, kommt der an Harry übergebene Scheck zur Sprache. Harry zerreißt den Scheck und fordert von Moncrief, dass dieser bestätigt, dass Harry nicht nur hinter dem Geld her sei. Moncrief schlägt vor, die Wahrheitsfindung damit anzufangen, dass Bliss verheiratet sei. Joan läuft weg.
Andy trifft am Klinikeingang Redmond, mit dem sie sich versöhnt. Die Eheleute kommen ins Zimmer, in das ein Bodyguard bereits Harry brachte. Joan ist wütend über die Entscheidung ihrer Schwester und hält sie für eine Schande.
Etwas später bringt ein Kollege Joan mit seinem Auto heim. Bliss folgt dem Wagen. Joans Kollege biegt plötzlich ab, parkt an einem abseits liegenden Ort und offenbart, dass er seit Jahren Joan verehrt. Er belästigt Joan, die durch den angekommenen Harry gerettet wird. Ein Polizeihubschrauber kommt, Joan schreit Harry und die Polizisten an, weil sie auf „alle Männer“ sauer ist. Harry offenbart seinen richtigen Namen, die beiden küssen sich.
In der letzten Szene singt Joan in einem Konzertsaal. Harry erscheint verspätet aber mit einem Strauß Blumen. Joan sieht ihn und beide lächeln sich an.

## Kritiken
- Hal Hinson schrieb in der Washington Post vom 18. Juli 1992, die Bedeutungslosigkeit sei etwas, was man von einem Film mit Jack Nicholson nicht erwarten würde. Die Teilnahme von Beverly D’Angelo, Paul Mazursky, Saul Rubinek und Harry Dean Stanton würde ein anderes Ergebnis erwarten lassen. Der Film sei originell und trotzdem schlecht, was Hinson für mysteriös hält. Die Chemie zwischen Jack Nicholson und Ellen Barkin stimme nicht.[1]

- Lexikon des internationalen Films: Trotz einiger Albernheiten überwiegend amüsante Komödie mit zwei glänzenden Hauptdarstellern, die ihre Rollen an der Grenze zur Selbstparodie spielen.[2]

## Auszeichnungen
Jack Nicholson wurde im Jahr 1993 für die Goldene Himbeere nominiert.

## Hintergründe
Der Film wurde in Los Angeles gedreht. Er spielte in den Kinos der USA ca. 4 Millionen US-Dollar ein.
Der Film wird durch den Text eingeleitet: „Mario & Vittorio Cecchi Gori and Silvio Berlusconi present“.